# مادونای بنوآ
تابلوی مادونای بنوآ، که با نام مریم مقدس و کودک با گل‌ها نیز شناخته می‌شود، نقاشی‌ای از استاد رنسانس ایتالیایی ، لئوناردو داوینچی است که در موزه ارمیتاژ، سن پترزبورگ نگهداری می‌شود. این اثر یکی از دو نقاشی مادوناست که داوینچی در اکتبر ۱۴۷۸ آغاز کرد و حدود سال‌های ۱۴۷۸ تا ۱۴۸۰ به پایان رساند؛ دیگری مادونا با گل میخک بود که اکنون در آلته پیناکوتک، مونیخ نگهداری می‌شود.

## تاریخچه
احتمالاً «مادونای بنوآ» نخستین اثری است که لئوناردو به‌طور مستقل و جدا از استاد خود، آندرئا دل وروکیو، نقاشی کرده است. دو طرح مقدماتی لئوناردو برای این اثر در موزه بریتانیا نگهداری می‌شود هرچند احتمالاً نقاشی توسط افراد دیگری بازپردازی شده است طرح‌های اولیه و خود نقاشی نشان می‌دهد که لئوناردو بر ایده دید و پرسپکتیو تمرکز داشته است.  تصور می‌شود که کودک دستان مادرش را هدایت می‌کند تا گل به دید مرکزی او برسد.
تابلوی مادونای بنوآ یکی از محبوب‌ترین آثار لئوناردو بوده است. این اثر به‌طور گسترده توسط نقاشان جوان، از جمله رافائل در اثر «مادونای گل‌های صورتی» در نگارخانه ملی لندن، کپی شده است.

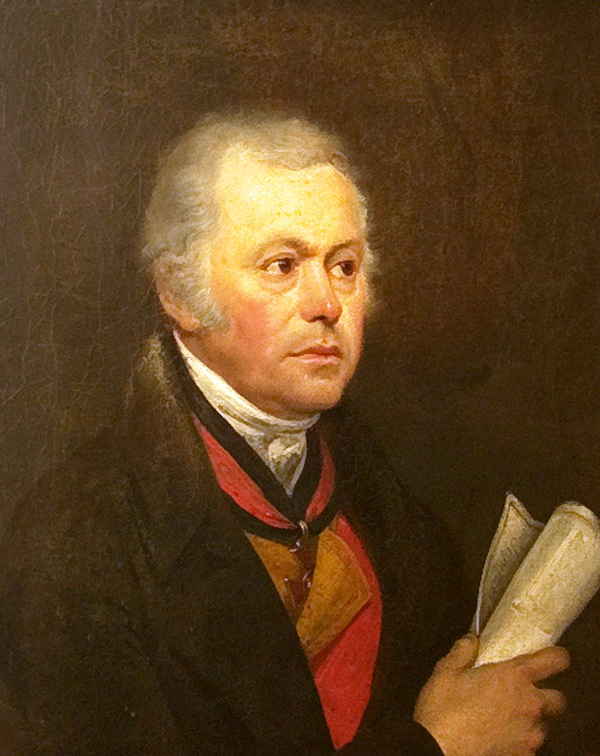
AI Korsakov، ۱۸۰۸، اثر اورست کیپرنسکی

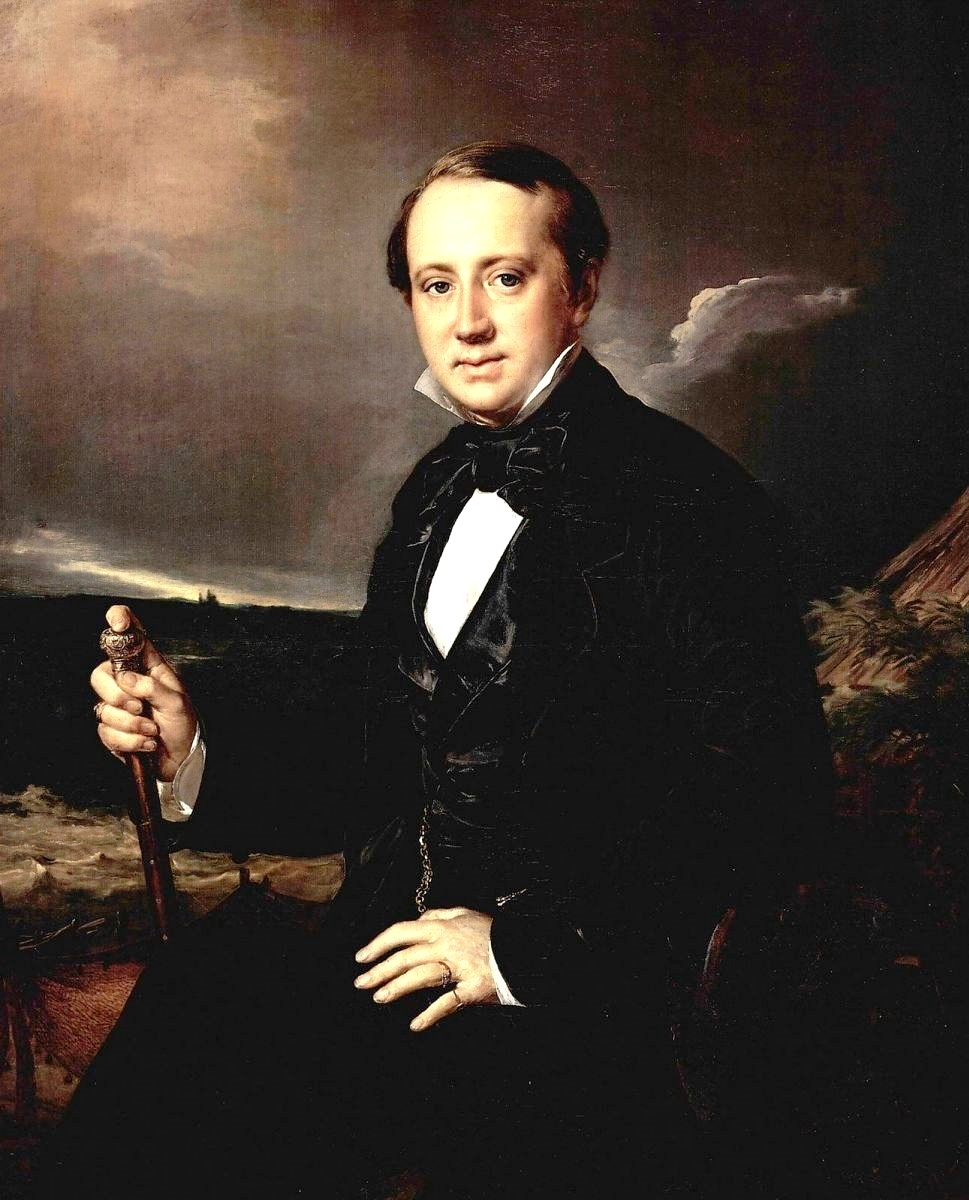
AA Sapozhnikov، ۱۸۵۲، توسط واسیلی تروپینین

قرن‌ها تصور می‌شد که این نقاشی گم شده، سپس پیدا شده، سپس گم شده، سپس پیدا شده و دوباره گم شده است. در واقع، این نقاشی در ایتالیا توسط ژنرال توپخانه و متخصص هنر روسی Aleksei Ivanovich Korsakov به دست آمده بود. (۱۷۵۱–۱۸۲۱) در دهه 1790.  پس از مرگ کورساکف، پسرش آن را به مبلغ ۱۴۰۰ روبل به تاجر ماهیگیر آستراخان، الکساندر پتروویچ ساپوزنیکوف، که گالری هنری خود را داشت، فروخت. سپس این نقاشی به پسر نیکوکار ثروتمندش، الکساندر الکساندرویچ ساپوزنیکوف (۱۸۲۷–۱۸۸۷) منتقل شد. سرانجام، هنگامی که دخترش ماریا ساپوزنیکوف (۱۸۵۸–۱۹۳۸) با معمار لئون بنویس (۱۸۵۶–۱۹۲۸) ازدواج کرد، این نقاشی بخشی از میراث خانواده بنویس شد.
در سال ۱۹۰۹، این نقاشی به عنوان بخشی از مجموعه بنویس در سن پترزبورگ به نمایش گذاشته شد. در سال ۱۹۱۲، خانواده بنویس به فکر فروش نقاشی افتادند و از جوزف دووین ، فروشنده آثار هنری لندنی، درخواست ارزیابی کردند که او قیمت آن را ۵۰۰۰۰۰ فرانک اعلام کرد. برنارد برنسون، مورخ هنر، نظرات تحقیرآمیزی در مورد این نقاشی ارائه داد و در مورد اصالت آن تردید ایجاد کرد: 
روزی ناخوشایند مرا فراخواندند تا «مادونای بنوآ» را ببینم. خود را در برابر زنی جوان با پیشانی بی‌مو و گونه‌های پف‌کرده، لبخندی بی‌دندان، چشمانی کم‌سو و گلوئی پرچین دیدم. این پیکره غریب و سالخورده با کودکی بازی می‌کند که همچون ماسکی توخالی بر بدن و اندام‌های بادکرده نصب شده است. دست‌ها رقت‌انگیزند، چین‌وچروک‌ها بی‌هدف و پرزرق‌وبرق‌اند، و رنگ همچون آب پنیر است. و با این حال مجبور بودم بپذیرم که این ماجرای دردناک، اثر لئوناردو داوینچی است. سخت بود، اما این تلاش مرا رها ساخت، و خشم حاصل از آن به من عزم داد تا آزادی‌ام را اعلام کنم.